# Go-Sanjō
L'emperador Go-Sanjō (后 三条 天皇, Go-Sanjō-Tennō, 3 de setembre del 1034 - 15 de juny del 1073) va ser el 71è emperador del Japó, segons l'ordre tradicional de successió. Va regnar entre 1068 i 1073. Abans de ser ascendit al Tron de Crisantem, el seu nom personal (imina) era Príncep Imperial Takahito (尊 仁 亲王, Takahito-shinnō).